# 十字八方拳
十字八方拳，河北武術，為中國武術流派之一，河北省非物質文化遗产。

## 源流
十字八方拳據傳為唐朝末年浙江会稽太守楊端所創，清朝雍正年間威縣人冯世礼習得此拳術後，在家鄉傳授子弟，因此現今主要流傳在威縣及周邊地區。

## 介紹
十字八方拳從由站桩、试力、试声、走步、发力、摩擦步、散手練起，十字八方拳的远踢近打主要靠身摔，也講究躲闪避托，手法上崩下砸里撩外划，同時也要做到左拦右架兼具闪展滕挪，而十字八方拳的徒手套路有十字拳、八方拳、小红拳等，而器械套路則有六合单刀、六合双刀、春秋大刀、七十二路花枪等。

## 衍生
十字八方拳的創始人楊端之後人一脈反倒逐漸流失家傳的十字八方拳法，後來楊氏子孫將剩餘的十字八方拳招式跟陳氏太極拳融合，令創出龙囤拳。

## 來源
1. 1 2  .   [2023-01-29]. （原始内容存档于2023-01-29）.
2. 1 2  .   [2023-01-29]. （原始内容存档于2023-01-29）.
3. ↑  播州龙囤拳